# Jules Sbroglia
Jules Sbroglia (Audun-le-Tiche, 10 luglio 1929 – 21 aprile 2007) è stato un calciatore francese, di ruolo difensore.
Fu calciatore francese dell'anno nel 1959.

## Caratteristiche tecniche
È stato un difensore centrale.

## Carriera
Durante la sua carriera vestì le casacche di Metz, Angers, Lione, Rouen, Cherbourg e Clermont.

## Palmarès

### Individuale
- Calciatore francese dell'anno: 1

1959